# Callopistria leucobasis
Callopistria leucobasis là một loài bướm đêm trong họ Noctuidae.